# Ниванкюль
Ниванкюль — бывший посёлок в Кольском районе Мурманской области. Входит в городское поселение Верхнетуломский.
Законом Мурманской области № 995-01-ЗМО от 2 июля 2008 года населённый пункт был упразднён в связи с отсутствием проживающего населения.